# .pe
.pe là tên miền quốc gia cấp cao nhất của Peru và được quản lý bởi Red Científica Peruana (RCP).

## Các tên miền cấp 2
Việc đăng ký giới hạn ở cấp 3 dưới một số tên cấp 2:
- edu.pe: Cơ quan giáo dục
- gob.pe: Chính phủ
- nom.pe: Cá nhân
- mil.pe: Quân sự
- org.pe: Tổ chức
- com.pe: Cơ quan thương mại
- net.pe: Nhà cung cấp mạng